# 恵比寿CreAto
恵比寿CreAto（クレアート）は、東京都渋谷区東3丁目にあるライブイベントスペース。
正式名称は「自由空間クレアート」。

## 概要
2015年9月に杮落とし公演、その後チューニングを重ね、2016年1月にグランドオープン。
白と青を基調としたシンプルな内装デザインと、それとは対照的な重厚設備により、音楽ライブを中心としながらも様々なイベントに利用されている。ステージ背面には全面LEDビジョンが設置されている。
所在地東京都渋谷区東3丁目14-19 オークヒルズ B1F